# Christian Zippel
Christian Zippel (* 7. Oktober 1942 in Nattkischken, Landkreis Tilsit-Ragnit) ist ein deutscher Politiker (CDU).

## Biografisches
Zippel legte 1961 in Gotha das Abitur ab und studierte von 1962 bis 1968 an der Humboldt-Universität zu Berlin Humanmedizin. 1970 promovierte er und arbeitete als Arzt im Klinikum Berlin-Buch, wo er ab 1982 Chefarzt war. 1984 habilitierte Zippel sich.
Im Jahr 1970 trat Zippel der CDU (Ost) bei. 1976/77 leistete er für sechs Monate als Unteroffizier Reservistendienst in einem Med.-Punkt des Truppenteils Beckmann der Nationalen Volksarmee und wurde dazu an der Militärmedizinischen Sektion der Greifswalder Ernst-Moritz-Arndt-Universität vorbereitet. Als Chefarzt der II. Geriatrischen Klinik im Klinikum Berlin-Buch trug er Verantwortung bei der medizinischen Betreuung von jungen Menschen aus Nicaragua, Mosambik, von der SWAPO und vom ANC. Er war 1989 für sechs Wochen internationaler Beobachter der Evangelischen Kirche und des Ökumenischen Rats der Kirchen im Rahmen der Unabhängigkeitsbestrebungen in Namibia (Resolution 435 des UN-Sicherheitsrates). Nach der Wende in der DDR wurde Zippel im Mai 1990 im Magistrat Schwierzina als Stadtrat für Gesundheit gewählt. Bei der ersten Gesamt-Berliner Wahl im Dezember 1990 wurde er für den Bezirk Pankow in das Abgeordnetenhaus von Berlin gewählt. Dem Parlament gehörte er bis 1999 an.
Nachdem im Oktober 1991 der Verdacht aufkam, Zippel hätte als Inoffizieller Mitarbeiter des MfS gearbeitet, was Zippel zurückwies, wurde er am 30. Juni 1992 vom Ehrenrat des Abgeordnetenhauses vom Stasi-Verdacht entlastet.

## Veröffentlichungen
- Christian Zippel, Sybille Kraus: Soziale Arbeit mit alten Menschen – Sozialarbeit in der Altenhilfe, Geriatrie und Gerontopsychiatrie, Berlin 2003, 305 Seiten, ISBN 978-3-934479-87-6. (Inhaltsübersicht online)